# 同志社大学短期大学部
同志社大学短期大学部（日语：／ Dōshisha Daigaku Tanki Daigakubu *）是过去一所位于日本京都府京都市上京区的私立短期大学。

## 概要

### 简介
- 学校最早可以追溯到1875年[1]。短期大学为于1950年开办[1]、由学校法人同志社经营、来源于新岛襄创立的同志社、教育的基础是新教。招生到1953年[1][2]、停办于1958年[3]。为男女同校从开办。

### 历史
- 1950年 同志社大学短期大学部成立并同时设置三个学科、以下列举[1]。
  - 商经科第二部
  - 英语科第二部
  - 工业科电气专攻第二部
- 1953年 招生最后、次年停止招生[1]（正式停办于1958年12月10日[3]）。

### 宪章
- 请参看同志社大学短期大学部的标志（页面存档备份，存于） （日語） 2014年4月22日阅览。

## 学校环境
- 校区：在了京都府京都市上京区[注 1]

## 组织

### 学科
- 商经科第二部
- 英语科第二部
- 工业科电气专攻第二部

### 专科
| - 没有 |

### 业余课程
| - 没有 |

## 相关链接
- 日本短期大学列表
- 同志社女子大学短期大学部：已停办
- 同志社大学：后来校
- 新岛学园短期大学